# Jamie Bynoe-Gittens
Jamie Jermaine Bynoe-Gittens (sinh ngày 8 tháng 4 năm 2004) là một cầu thủ bóng đá chuyên nghiệp người Anh hiện đang thi đấu ở vị trí tiền vệ cánh cho câu lạc bộ Chelsea tại Giải bóng đá Ngoại hạng Anh.

## Sự nghiệp câu lạc bộ

### Sự nghiệp ban đầu
Sinh ra ở Reading, Anh, Bynoe-Gittens bắt đầu sự nghiệp bóng đá chuyên nghiệp của anh tại đội bóng địa phương Caversham Trents khi mới 5 tuổi và ở lại cho đến khi 7 tuổi. Sau đó, anh đã dành một số năm chơi cho đội trẻ của Reading và Chelsea trước khi được nhận vào học viện của Manchester City, nơi anh chơi cùng với Liam Delap, James McAtee và Finley Burns ở tuổi 14.

### Borussia Dortmund
Sau hai năm gắn bó với Manchester City, anh đã noi gương Jadon Sancho và chuyển đến Borussia Dortmund và Dortmund đã trả 250.000 euro cho anh. Sự nghiệp của anh ở Dortmund không chỉ bị cản trở bởi đại dịch COVID-19 mà cũng do chấn thương dây chằng khiến anh phải nghỉ thi đấu vài tháng. Tuy nhiên, mùa giải 2021–22 là mùa giải tốt hơn nhiều đối với Bynoe-Gittens. Trong mùa giải đó, anh có một màn trình diễn đáng chú ý ở UEFA Youth League, nơi anh ghi sáu bàn sau bốn trận, trong đó có hai bàn vào lưới Manchester United. giúp anh được gọi vào đội một bởi Marco Rose.
Bynoe-Gittens ra mắt Bundesliga trong chiến thắng 6–1 trước VfL Wolfsburg vào ngày 16 tháng 4 năm 2022. Vào ngày 12 tháng 8 năm 2022, anh ghi bàn thắng đầu tiên tại Bundesliga trong chiến thắng 3–1 trên sân khách trước SC Freiburg. Vào ngày 16 tháng 8, Bynoe-Gittens ký hợp đồng mới có thời hạn đến tháng 6 năm 2025. Vào ngày 15 tháng 2 năm 2023, anh có trận ra mắt Champions League khi vào sân từ băng ghế dự bị ở phút 79, trong chiến thắng 1–0 trước Chelsea ở trận lượt đi vòng 16 đội.
Vào ngày 28 tháng 11 năm 2023, Bynoe-Gittens ghi bàn thắng và thực hiện pha kiến tạo đầu tiên tại Champions League trong chiến thắng 3–1 trên sân khách trước Milan ở phút 59 để giúp Dortmund trực tiếp giành quyền vào vòng đấu loại trực tiếp.

## Sự nghiệp quốc tế
Bynoe-Gittens đại diện cho Anh ở cấp độ trẻ. Anh là người gốc Barbados.
Vào ngày 17 tháng 6 năm 2022, Bynoe-Gittens được gọi lên đội tuyển quốc gia U-19 Anh để tham dự Giải vô địch bóng đá U-19 châu Âu 2022. Anh có trận ra mắt cho U-19 Anh khi vào sân thay người ở phút thứ 80 trong trận mở màn giải đấu trong chiến thắng 2–0 trước Áo ở Banská Bystrica, Slovakia. Anh có trận đấu đầu tiên ở độ tuổi này trong trận đấu tiếp theo trước Serbia và nhận được lời khen ngợi vì màn trình diễn trong trận bán kết trước Ý. Bynoe-Gittens đá chính trong trận chung kết khi Anh vô địch giải đấu này với chiến thắng 3–1 trong hiệp phụ trước Israel vào ngày 1 tháng 7 năm 2022.
Vào ngày 11 tháng 9 năm 2023, Bynoe-Gittens có trận ra mắt cho U-21 Anh với tư cách là người thay thế trong chiến thắng 3–0 trên sân khách trước Luxembourg tại vòng loại Giải vô địch bóng đá U-19 châu Âu 2025.

## Thống kê sự nghiệp
Tính đến 1 tháng 6 năm 2024
| Câu lạc bộ          | Mùa giải            | Giải vô địch        | Giải vô địch | Giải vô địch | Cúp quốc gia | Cúp quốc gia | Châu lục | Châu lục | Khác | Khác | Tổng cộng | Tổng cộng |
| Câu lạc bộ          | Mùa giải            | Hạng đấu            | Trận         | Bàn          | Trận         | Bàn          | Trận     | Bàn      | Trận | Bàn  | Trận      | Bàn       |
| ------------------- | ------------------- | ------------------- | ------------ | ------------ | ------------ | ------------ | -------- | -------- | ---- | ---- | --------- | --------- |
| Borussia Dortmund   | 2021–22             | Bundesliga          | 4            | 0            | 0            | 0            | 0        | 0        | 0    | 0    | 4         | 0         |
| Borussia Dortmund   | 2022–23             | Bundesliga          | 15           | 3            | 3            | 0            | 2        | 0        | —    | —    | 20        | 3         |
| Borussia Dortmund   | 2023–24             | Bundesliga          | 25           | 1            | 2            | 0            | 7        | 1        | —    | —    | 34        | 2         |
| Tổng cộng sự nghiệp | Tổng cộng sự nghiệp | Tổng cộng sự nghiệp | 44           | 4            | 5            | 0            | 9        | 1        | 0    | 0    | 58        | 5         |

1. ↑  Ra sân tại DFB-Pokal
2. 1 2  Ra sân tại UEFA Champions League

## Danh hiệu

### Quốc tế

#### U-19 Anh
- Giải vô địch bóng đá U-19 châu Âu: Slovakia 2022[19]